# Nyarádkelecsény
Kaposkelecsény (más néven Nyarádkelecsény, szlovákul: Kapušianske Kľačany) község Szlovákiában, a Kassai kerület Nagymihályi járásában.

## Fekvése
Nagykapostól 3 km-re, délkeletre fekszik.

## Története
A jelenlegi település Magyarkelecsény, Magyarmocsár és Ungnyarád 1943-as egyesítésével jött létre.

### Civil szervezetek
A községben több civil szervezet is aktívan tevékenykedik. A helyi szervezetek közül a legaktívabb a Bercsényi Miklós CSEMADOK alapszervezet Kovács András vezetésével, ahol is évente faragótábort, táncházat szerveznek, és az Ung-vidéki esték előadás sorozatot tartják meg. A Bercsényi Miklós CSEMADOK alapszervezet 2012-ben Esterházy János emlékművet avatott a faluban.

### Oktatás
A településen működik egy óvoda, és egy magyar nyelvű négy osztályos (1.-4.) alapiskola. A 2014/2015-ös tanévben Kaposkelecsény óvodáját 18 gyermek látogatta, melyben Fuchs Ilona az igazgatónő. A helyi alapiskolába 78 tanuló járt, ahol Mgr. Béres Margit az igazgatónő.

## Népessége
| Év:            | 1994. | 2004.    | 2014.    | 2024.   |
| -------------- | ----- | -------- | -------- | ------- |
| Emberek száma: | 738   | 822      | 922      | 976     |
| Eltérés:       |       | +11,38 % | +12,16 % | +5,85 % |

| Év:            | 2023. | 2024.   |
| -------------- | ----- | ------- |
| Emberek száma: | 949   | 976     |
| Eltérés:       |       | +2,84 % |

2001-ben 808-an lakták, ebből 595 magyar, 154 cigány és 57 szlovák.
2011-ben 880 lakosából 507 magyar, 267 cigány és 79 szlovák.

### Vallás
A településen 567 református, 144 római katolikus, 95 görögkatolikus, 1 evangélikus hitű van, továbbá 11-en egyik valláshoz sem tartozónak vallják magukat.
A településen két templom található, egy református és egy katolikus. A református felekezetet Fülöp Sándor lelkész vezeti. A katolikus felekezet két részre oszlik, a görögkatolikusok lelkipásztora Iván Barnabás, a római katolikus gyülekezet tisztelendője pedig Weiser Attila.